# Heinz Ross
Heinz Ross ist ein ehemaliger deutscher Basketballspieler. Er wurde mit dem MTV Gießen zweimal deutscher Meister.

## Laufbahn
Ross spielte zunächst Handball und dann Basketball beim VfB 1900 Gießen. Der 1,77 Meter große, aus Breslau stammende Aufbauspieler wechselte zum MTV Gießen, mit dem er 1965 und 1967 deutscher Meister wurde. Nach dem Meistertitel 1967 beendete er seine Leistungssportkarriere. Im Meisterschaftsendspiel 1965 gegen Osnabrück spielte er in der Schlussphase eine mitentscheidende Rolle, indem er einen Freiwurf traf.
Beruflich wurde er als Ingenieur für Hochfrequenz- und Nachrichtentechnik tätig.